# Karim
Karim ist ein männlicher Vorname. Die weibliche Form lautet Karima. Der Vorname stammt aus der arabischen Welt. In den letzten Jahren kam der Name auch in den Ländern Süd-Europas, insbesondere in Italien und Spanien, sowie in Lateinamerika in Mode. Hier wird die ursprünglich männliche Form auch häufiger als weiblicher Vorname benutzt. Karim tritt auch als Familienname auf.

## Herkunft und Bedeutung des Namens
Der Name kommt aus dem Arabischen (arabisch کریم, DMG Karīm) und bedeutet so viel wie großzügig, gastfreundlich, edel oder vornehm. Al-Karim gehört zu den 99 Namen Allahs im Islam.
Der Koran sowie der Ramadan haben im Islam den Namenszusatz „al-Karim“ (al-Qur'an al-Karim, Ramadan al-Karim).

## Varianten
- Kareem, Karem, Karime, Kerim, Kariem, Kerem, Abdel-Karim, Abd el-Karim, Karim Sallam, Karīm (mit Akzent Makron auf dem i, da der arabische Vokal ي mit einem ī umschrieben und damit auch betont wird).

## Namensträger

### Vorname
- Karim Adeyemi (* 2002), deutscher Fußballspieler
- Karim Bellarabi (* 1990), deutsch-marokkanischer Fußballspieler
- Karim Benyamina (* 1981), algerisch-deutscher Fußballspieler
- Karim Benzema (* 1987), algerisch-französischer Fußballspieler
- Karim El Ahmadi (* 1985), marokkanischer Fußballspieler
- Karim El-Gawhary (* 1963), deutsch-österreich-ägyptischer Journalist
- Karim Sebastian Elias (* 1971), deutscher Schauspieler
- Karim Gasmi, französischer Handballschiedsrichter
- Karim Gazzetta (1995–2022), Schweizer Fußballspieler
- Karim Günes (* 1986), deutscher Schauspieler
- Karim Haggui (* 1984), tunesischer Fußballspieler
- Karim Herouat (* 1986), algerisch-französischer Fußballspieler
- Karim Dulé Hill (* 1975), US-amerikanischer Schauspieler
- Karim Khan-e Zand (1705–1779), Schah von Persien
- Karim Köster (* 1973), deutscher Schauspieler
- Karim Matmour (* 1985), algerisch-französischer Fußballspieler
- Karim Rekik (* 1994), niederländischer Fußballspieler
- Karim Rouani (* 1982), marokkanisch-französischer Fußballspieler
- Karim Saidi (* 1983), tunesischer Fußballspieler
- Karim Ziani (* 1982), algerisch-französischer Fußballspieler

#### Kareem
- Kareem Abdul-Jabbar (* 1947), US-amerikanischer Basketballspieler
- Kareem Abeed, syrischer Filmproduzent
- Kareem Campbell (* 1973), US-amerikanischer Skateboarder
- Kareem Hunt (* 1995), US-amerikanischer Footballspieler
- Kareem Streete-Thompson (* 1973), Leichtathlet von den Cayman Islands
- Kareem Rush (* 1980), US-amerikanischer Basketballspieler

### Familienname
- Abd al-Karim oder Abd el-Krim (1882–1963), Führer der Rif-Berber
- Abdul Karim (Munshi) (1863–1909), indischer Diener der britischen Königin Victoria
- Abdul Karim (Kanute) (* 1967), indonesischer Kanute
- Abdul Karim (Fußballspieler), komorischer Fußballspieler
- Abdul Waheed Karim (* 1927), afghanischer Diplomat
- Ahmed A. Karim (* 1974), deutscher Psychotherapeut, Neuropsychologe und Gesundheitspsychologe mit Schwerpunkt Prävention
- Alexander Karim (* 1976), schwedischer Filmschauspieler
- Aman Ullah Karim, malaysischer Hockeyspieler
- Arfa Karim (1995–2012), pakistanische Studentin
- Basil Sultan Karim (* 1982), bahrainischer Fußballspieler
- Behzad Karim Khani (* 1977), deutscher Journalist und Schriftsteller
- Dermane Karim (* 2003), togoischer Fußballspieler
- Faisal Karim (* 1981), pakistanischer Boxer
- Hatem Karim (* 1982), palästinensischer Fußballspieler
- Imad Karim (* 1958), libanesischer Regisseur, Drehbuchautor und Fernsehjournalist
- Ignatius Ephräm II. Karim (* 1965), syrischer Patriarch der Syrisch-Orthodoxen Kirche
- Jaafar Abdul Karim (* 1981), deutscher TV-Moderator
- Jawed Karim (* 1979), US-amerikanischer Unternehmer (Youtube)
- Mahdi Karim (* 1983), irakischer Fußballspieler
- Mahmoud Karim (1916–1999), ägyptischer Squashspieler
- Mohammed Ali Karim (* 1986), irakischer Fußballspieler
- Muhammad Karim (* 1995), pakistanischer Skirennläufer
- Mustafa Karim (* 1987), irakischer Fußballspieler
- Nadia Nashir-Karim (1955–2023), afghanisch-deutsche Frauenrechtlerin
- Najib Karim (* 1973), deutscher Politiker und Biochemiker
- Najmaldin Karim (1949–2020), kurdischer Politiker im Irak
- Quarraisha Abdool Karim (* 1960), südafrikanische Epidemiologin und Hochschullehrerin
- Rahman Karim, bahrainischer Fußballspieler
- Rezaul Karim (* 1987), bangladeschischer Fußballspieler
- Sajjad Karim (* 1970), englischer Europapolitiker
- Salim S. Abdool Karim (* 1960), südafrikanischer Epidemiologe und Spezialist für Infektionskrankheiten
- Sardar Fazlul Karim († 2014), bangladeschischer Philosoph
- Taha Abdul Karim (* 1939), irakischer Boxer
- Yaya Karim (* 1994), tschadischer Fußballspieler